# Bernd Späth

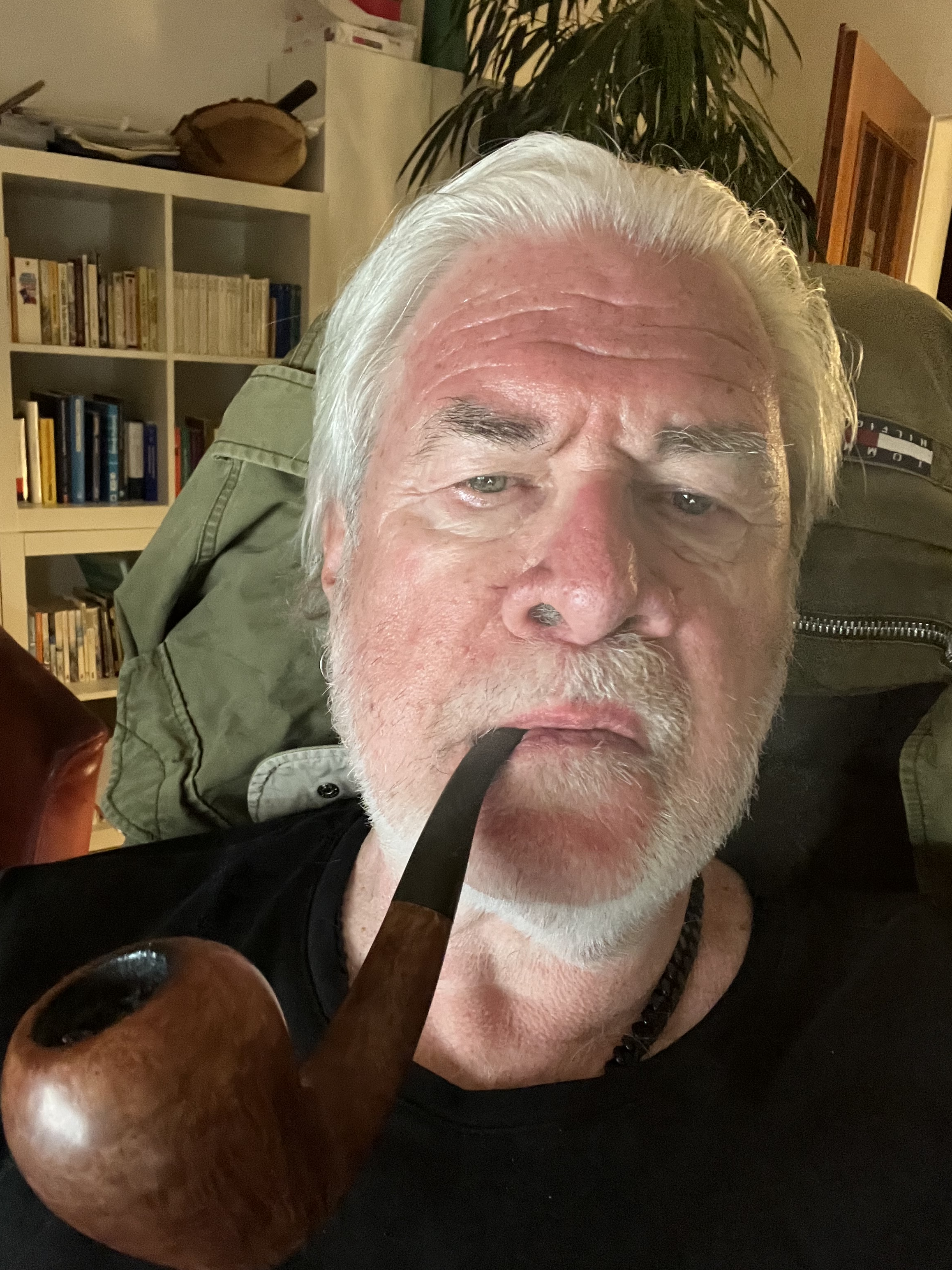
Bernd Späth (2023)

Bernd Späth (* 9. Dezember 1950 in Fürstenfeldbruck) ist ein deutscher Schriftsteller.

## Biographie
Späth besuchte das Graf-Rasso-Gymnasium in Fürstenfeldbruck, wo er drei Jahre lang Chefredakteur der Schülerzeitung war und 1970 sein Abitur machte. Sein erstes juristisches Staatsexamen absolvierte er in Bonn. Im März 1982 gründete Späth eine Werbeagentur in Bonn, mit der er u. a. die EU-Kommission, das Presse- und Informationsamt der Bundesregierung und verschiedene Wirtschaftsunternehmen und -verbände betreute. Von 1984 bis 1988 war Späth Generalsekretär des Wirtschaftsjuniorenpreises „Goldene Brücke“. Parallel zu seiner unternehmerischen Tätigkeit nahm er an sechs Expeditionen in die Arktis und nach Spitzbergen teil. Über seine Erfahrungen veröffentlichte er drei Arktisromane und zwei Bände mit Arktiserzählungen sowie zwei Hörbücher.
Sein erster Roman Seitenstechen erschien 1981, war ein kommerzieller Erfolg und wurde 1981 unter gleichem Namen mit Mike Krüger von Dieter Pröttel verfilmt. Im Jahr 1994 erschien der US-Film Junior mit einer sehr ähnlichen Handlung, gegen den Späth klagte, aber vor Gericht verlor.
Für die Badischen Kammerschauspiele schrieb Späth drei Theaterstücke. Die Nachkriegsatmosphäre in der bayerischen Kleinstadt Fürstenfeldbruck ist Thema des in der Stadt sehr kontrovers diskutierten Romans Trümmerkind vom Frühjahr 2002 (Lübbe). Späth verließ 2007 seinen Heimatlandkreis und zog nach München. Seit April 2018 lebt er in Söcking und betreibt dort eine Coachingpraxis. Zusätzlich bespricht und produziert er Hörbücher.

## Werke

### Film, TV
- Seitenstechen – Roxy-Film, München, (1985) von Dieter Pröttel.
- Die Hinrichtung – TV-Aufzeichnung in Bayern-Alpha und ORF (2003).

### Romane
- Seitenstechen. Econ-Gruppe, Düsseldorf 1981, ISBN 3-547-78637-1.
- Die Schleifspur im Nichts. Knaur, 1986.
- Robbenfraß. Edition Erpf, Bern, München 1992, ISBN 3-905517-37-X.
- Kaltes Fleisch. Edition Erpf, Bern, München 1994, ISBN 3-905517-81-7.
- Trümmerkind. Lübbe, Bergisch Gladbach 2002, ISBN 3-7857-2084-X, Belle-Epoque-Verlag, Neuauflage 2023, ISBN 978-3-404-15100-4.
- Gibt es Eis in Oklahoma? IL-Verlag, Basel 2012, ISBN 978-3-905955-34-7.
- Mortens langer Marsch. IL-Verlag, Basel 2012, ISBN 978-3-905955-49-1.
- Drei grundanständige Damen. IL-Verlag, Basel 2013, ISBN 978-3-905955-54-5.
- Über das Glück der Depperten. IL-Verlag, Basel 2013, ISBN 978-3-905955-57-6.
- Durch die Arktis, zu mir selbst. Belle-Epoque-Verlag, Dettenhausen 2019, ISBN 978-3-96357-058-2.
- Arsène Lupin: Terror in Paris, Belle-Epoque-Verlag, Dettenhausen 2024, ISBN 978-3-96357-248-7.[1]
- Schwarz-Rot-Braun. Ein deutscher Politthriller. Lousy-Books-Verlag, 2025  (ebook)

### Sachbücher
- Um Himmels Willen, bloß kein Coaching! Belle Époque Verlag, Dettenhausen 2018, ISBN 978-3-96357-055-1.
- Bloß kein Coaching! Oder doch? , Silberschnur-Verlag, ISBN 3898456315

### Theaterstücke
- Kleiderwechsel – Badische Kammerschauspiele
- Sehnsucht nach Bang Yai – Badische Kammerschauspiele
- Fenster auf, durchatmen – Badische Kammerschauspiele
- Die Hinrichtung – Landestheater Bregenz und diverse andere
- Greisendampf - Schlachthof München, April 2017.[5]

### Hörbücher
- Leidenschaft: Mord! - True Crime, zusammen mit der TV-Moderatorin Sabine Sauer
- Die Schleifspur im Nichts - Horror
- Über den Mörder im Menschen - True Crime
- Mortens langer Marsch - Arktische Erzählung
- Über die weiße Nacht / Striptease - zwei Arktiserzählungen
- Der Wehrwolf, nach dem Roman von Hermann Löns
- Freud für Bayern, schräge Geschichten aus einer seltsamen Heimat